# Isabel Allende Bussi
María Isabel Allende Bussi, född 18 januari 1945, är en Chilensk socialistisk politiker. Hon har varit ledamot för Socialistiska partiet i Chiles nationalkongress sedan 1994. Den 19 mars 2003 valdes hon till ordförande för underhuset i Chiles parlament, med 58 röster mot 57.
Allende är dotter till Chiles tidigare president Salvador Allende och dennes fru Hortensia Bussi. Efter hennes fars död i militärkuppen i Chile den 11 september 1973 flydde hon med sin mor och två systrar, först till Kuba och sedan vidare till Mexiko. Där kom hon att tillbringa 16 år i exil innan hon återvände till Chile 1989, i samband med att militärdiktaturen upphörde.